# Голенищево (городской округ Мытищи)
Голенищево — деревня в городском округе Мытищи Московской области России.

## Население
| 1859 | 1890 | 1899 | 1926 | 2002 | 2010 |
| ---- | ---- | ---- | ---- | ---- | ---- |
| 61   | ↗63  | ↗74  | ↗95  | ↘0   | ↗21  |

## География
Расположена на севере Московской области, в северной части Мытищинского района, примерно в 28 км к северу от центра города Мытищи и 27 км от Московской кольцевой автодороги, у границы с Дмитровским районом. Южнее деревни находится Икшинское водохранилище системы канала имени Москвы. В деревне 3 улицы — Озёрная, Полевая, Шоссейная и Тихий переулок, приписано садоводческое товарищество. Ближайшие населённые пункты — деревни Морозово, Муракино и Протасово.

## История
В «Списке населённых мест» 1862 года — владельческое сельцо 1-го стана Дмитровского уезда Московской губернии по правую сторону Московско-Ярославского шоссе (из Ярославля в Москву), в 22 верстах от уездного города и 40 верстах от становой квартиры, при прудах, с 10 дворами и 61 жителем (31 мужчина, 30 женщин).
По данным на 1899 год — деревня Ильинской волости Дмитровского уезда с 74 жителями.
В 1913 году — 13 дворов.
По материалам Всесоюзной переписи населения 1926 года — деревня Селевкинского сельсовета Деденевской волости Дмитровского уезда в 3,2 км от Дмитровского шоссе и 5,3 км от станции Икша Савёловской железной дороги, проживало 95 жителей (46 мужчин, 49 женщин), насчитывалось 21 крестьянское хозяйство.
С 1929 года — населённый пункт в составе Дмитровского района Московского округа Московской области. Постановлением ЦИК и СНК от 23 июля 1930 года округа как административно-территориальные единицы были ликвидированы.
1929—1939 гг. — деревня Селевкинского сельсовета Дмитровского района.
1939—1960 гг. — деревня Протасовского сельсовета Дмитровского района.
1960—1963, 1965—1994 гг. — деревня Протасовского сельсовета Мытищинского района.
1963—1965 гг. — деревня Протасовского сельсовета Мытищинского укрупнённого сельского района.
1994—2006 гг. — деревня Протасовского сельского округа Мытищинского района.
2006—2015 гг. — деревня сельского поселения Федоскинское Мытищинского района.